# Loire 70
Loire 70 byl francouzský námořní průzkumný létající člun dlouhého doletu z 30. let 20. století vyráběný společností Loire Aviation.

## Vývoj a popis
Loire 70 byl navržen na základě požadavků francouzského námořnictva z roku 1932 na námořní průzkumný a bombardovací létající člun dlouhého doletu. Prototyp poprvé vzlétnul 28. prosince 1933. Byl to celokovový jednoplošník s vysoko posazeným vyztuženým křídlem. Letoun poháněly tři hvězdicové motory namontované nahoře na křídle. Boční motory pracovaly jako tažné a prostřední motor byl tlačný. Původní motory Gnome-Rhône 9Kbr o výkonu 373 kW měly nedostatečný výkon, a proto byly nahrazeny motory Gnome-Rhône 9Kfr o výkonu 552 kW. Celkem bylo postaveno 7 letounů a jeden prototyp.

## Operační historie
Sedm sériových strojů i prototyp byly přiděleny k francouzskému námořnictvu, kde sloužily u Escadrille E7 na základně Karouba v Tunisku. Na počátku 2. světové války letouny podnikaly hlídkové lety nad Středozemním mořem. Během italského náletu na základnu 12. června 1940 byly 4 tyto stroje zničeny nebo nenávratně poškozeny. Osud dalších letadel není znám.

## Specifikace (Loire 70)
Technické údaje pocházejí z publikace „Warplanes of the Second World War“.

### Technické údaje
- Posádka: 8
- Rozpětí: 30 m
- Délka: 19,5 m
- Výška: 6,75 m
- Nosná plocha: 136 m²
- Plošné zatížení: 84,6 kg/m²
- Prázdná hmotnost: 6 500 kg
- Vzletová hmotnost : 11 500 kg
- Pohonná jednotka: 3× hvězdicový motor Gnome-Rhône 9Kfr
- Výkon pohonné jednotky: 740 k (552 kW)

### Výkony
- Cestovní rychlost: 165 km/h[1] ve výšce ? m
- Maximální rychlost: 235 km/h ve výšce ? m
- Dolet: 3 000 km
- Dostup: 4 000 m (13 125 stop)
- Stoupavost: ? m/s (? m/min)

### Výzbroj
- 6× kulomet Darne ráže 7,5 mm
- 600 kg bomb nebo 4× protiponorkové bomby o hmotnosti 75 kg

## Uživatelé
Francie
- Francouzské námořní letectvo.